# 焙烙火矢
焙烙火矢是日本戰國時代所使用兵器。類似現在的手榴彈。焙烙狀似陶壺，引爆後會延燒附近的木造結構，導致船隻解體。可是這種武器燃燒威力受限於當時技術而偏低，所以最主要還是以殺傷敵兵為目的。
北宋《武經總要》對類似手榴彈狀的炸彈稱為「鐵烙錐」。日本沿襲此稱呼為「焙烙」。
同時期戚繼光曾用相同的武器對付倭寇，故被其海賊學去。焙烙（ほうろく）則是一種日式的陶製煎藥壺（也用來料理或煎茶），用來替代大明戚家軍專門燒製的瓷蒺藜。
在第一次木津川口之戰，織田信長為了對付毛利水軍的焙烙火矢，命九鬼嘉隆建造安宅船。
後來發展成棒火矢，則是一種以大筒或大砲發射的火箭。

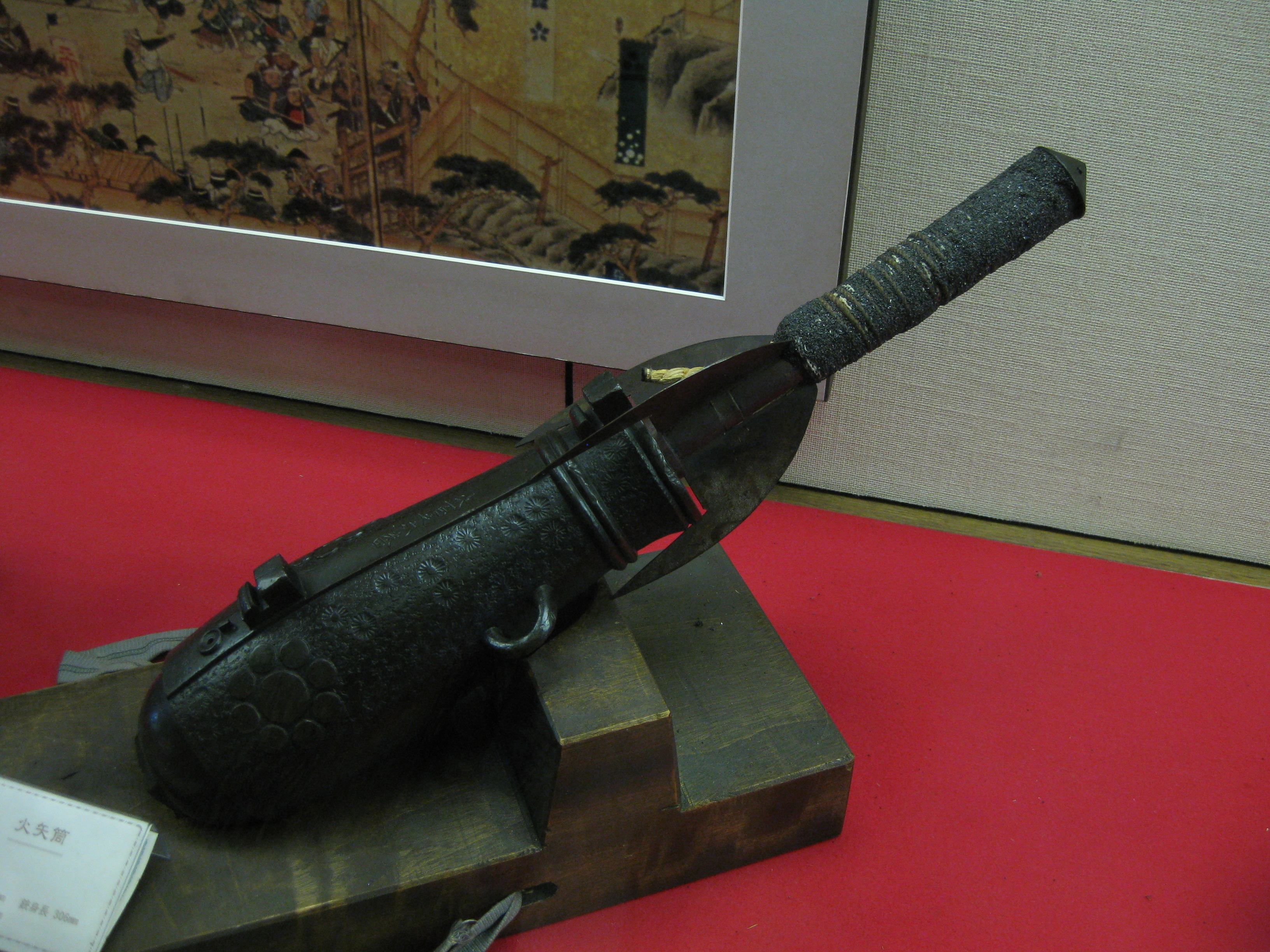
棒火矢。

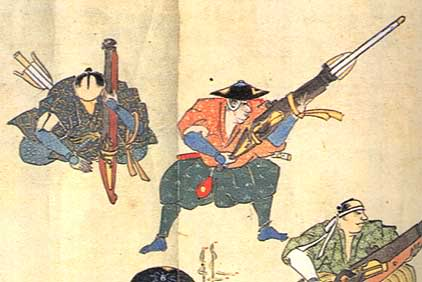
棒火矢。